# 호암초등학교 (충남)
호암초등학교는 대한민국 충청남도 논산시 노성면 호암리에 있었던 공립 초등학교이다.

## 연혁
- 1953년 5월 1일 호암국민학교로 개교
- 1970년 3월 1일 삼동국민학교 분리
- 1984년 3월 1일 병설유치원 설립인가, 삼동분교장 편입
- 1993년 12월 30일 급식실 및 조리실 준공
- 1994년 3월 1일 삼동분교장 통폐합
- 1996년 3월 1일 호암초등학교 개칭
- 2010년 2월 10일 제57회 졸업식(총 3,900명)
- 2012년 3월 1일 노성초등학교로 통폐합